# LONEOS

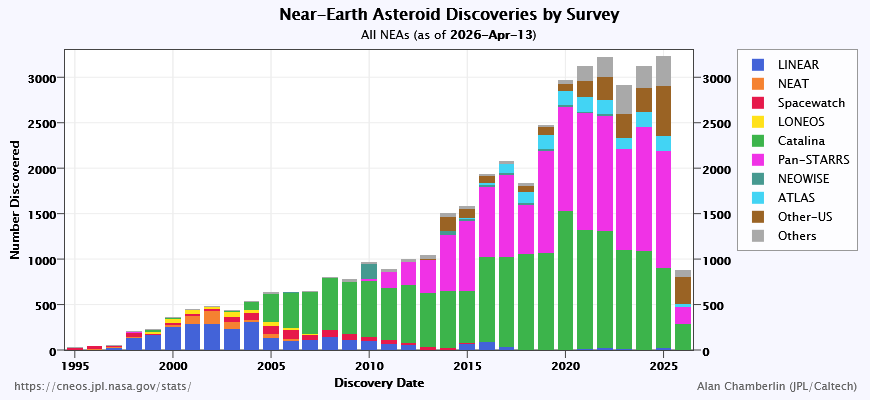
Zahl der erdnahen Objekte, detektiert durch verschiedene Projekte
LINEAR
NEAT
Spacewatch
LONEOS
Catalina Sky Survey
Pan-STARRS
NeoWise
ATLAS
alle anderen

LONEOS ist ein Akronym für Lowell Observatory Near-Earth Object Search (engl. für Lowell-Observatorium – Suche erdnaher Objekte).
Das Projekt wurde im Jahr 1993 gestartet und diente der halb- bzw. vollautomatischen Suche nach erdnahen Objekten (engl. Near-Earth object; NEO). Die Bahn dieser Objekte, insbesondere erdnaher Asteroiden kann sie in die Nähe der Erde führen.
Die Suche begann 1998 mit einem 60-cm-Schmidt-Teleskop und sollte in zehn Jahren etwa 2000 erdnahe Objekte finden. Die erste Entdeckung gelang am 18. Juni 1998. LONEOS wurde Ende Februar 2008 eingestellt. Die gewonnenen Daten wurden auch mit dem Überwachungssystem Sentry ausgewertet.
Der Einschlag eines Asteroiden einer Größe ab etwa 100 Meter kann von regionaler Bedeutung sein. Damit ist etwa alle 100.000 Jahre zu rechnen. Im laufenden Jahrzehnt möchte man alle potenziellen erdnahen Objekte erfassen, die größer als ein Kilometer sind. Von den zwei Millionen Asteroiden dieser Größe dürften das etwa Tausend sein. Bis herab zu einer Größe von 100 m sind es mehr als elfmal so viele.
Am 15. Oktober 2003 gelang durch LONEOS das Wiederauffinden des für 66 Jahre verschollenen Planetoiden (69230) Hermes. Er flog damals in 1,5-facher Mondentfernung vorbei, wurde auf einen Durchmesser von 1,2 km geschätzt, ging aber nach nur fünf Tagen verloren. Eine genaue Bahnbestimmung ergab nun, dass Hermes 1942 nochmals in 1,6-facher Mondentfernung vorbeiflog. Hermes ist ein bis zwei Kilometer groß und passierte die Erde am 4. November 2003 in 18-facher Mondentfernung in ca. 7 Millionen Kilometer. Der künftige Bahnverlauf hängt unter anderem von den Bahnstörungen bei Begegnungen mit der Venus ab.
Derzeit laufen weitere zehn Suchprogramme in den USA, Europa und Ostasien, die pro Nacht einige „NEOs“ von 100 m bis 1 km Größe finden. Das erfolgreichste Programm heißt LINEAR und arbeitete zu Beginn mit einem 1-m-Spiegelteleskop.
Als Grenze der üblichen Aufmerksamkeit für Forscher gelten Begegnungen auf Mondentfernung und einem Zeitrahmen von einigen Jahrzehnten.
Am Aufbau des LONEOS-Programms war Edward L. G. Bowell maßgeblich beteiligt.